# Flight of the Amazon Queen
Flight of the Amazon Queen est un jeu vidéo d'aventure en pointer-et-cliquer développé par Interactive Binary Illusions et édité par Renegade Software, sorti en 1995 sur DOS et Amiga.
En 2021 ce jeu a est recommercialisé après remastérisation, titré "Flight of the Amazon Queen: 25th Anniversary Edition".

## Accueil
- Adventure Gamers : 3,5/5[2]
- PC Team : 85 %[3]